# Мисливець на оленів (фільм)
«Мисли́вець на о́ленів» (англ. The Deer Hunter) — американський кінофільм 1978 року в жанрі військової драми про долю трьох друзів, які служили в піхоті впродовж війни у В'єтнамі. Натхненням для створення фільму послужив роман Еріх Марія Ремарка «Три товариші». Як і роман кінофільм розмірковує про моральні та психологічні наслідки жахів та насильства війни, про політично-маніпульований патріотизм, про значення дружби, честі й родини в тісно пов'язаній громаді. Кінофільм також торкається таких проблем, як наркоманія, самогубство, подружня зрада й психічний розлад. Фільм завоював п'ять «Оскарів». На 1 березня 2024 року фільм займав 198-му позицію у списку 250 кращих фільмів за версією IMDb.
Український переклад зробила студія Цікава ідея на замовлення Гуртом..

## Сюжет
|  | Найкращий фільм 1978 року. |

Багато критиків та істориків кіно відзначали триактну структуру фільму.

### Акт I
1967 рік. Невелике промислове місто Клертон на заході Пенсільванії, де живуть та працюють на сталеливарному заводі кілька молодих (трохи за 30) чоловіків: Михайло Майкл Вронський (Роберт де Ніро), Стівен Пушков (Джон Севедж), Никанор Нік Чеботаревич (Крістофер Вокен). Майкл — лідер компанії, таємно закоханий в подругу Ніка Лінду (Меріл Стріп).
Друзі готуються відзначити дві події: весілля Стівена та призов з резерву кожного з них для подальшого відправлення до В'єтнаму. Війна ще попереду, а сьогодні у хлопців хороша випивка та давно запланований, майже ритуальний виїзд на полювання. До них приєднуються їхні давні товариші — Стенлі (Казале), Джон (Дзундза) та Пітер Аксель (Аспегрен).
Вдень друзі присутні на таїнстві вінчання Стівена та Анджели (Альда) в православній церкві, а ввечері відзначають це в місцевому ресторанчику. Сцена слов'янського весілля в інтерпретації режисера італійського походження досить тривала та докладна. У барі з'являється демобілізований «зелений берет». Майкл пригощає гостя випивкою та цікавиться, як тому служилось у В'єтнамі. Ветеран підіймає чарку і, замість тосту, вимовляє нецензурну лайку. З другою чаркою — все повторюється. Не ушанований відповіддю, розпалений алкоголем Майкл намагається зав'язати бійку, але друзі відтягують його, перетворюючи все на жарт. Наприкінці весільного вечора Нік робить Лінді пропозицію вийти за нього заміж, вона погоджується.
Майкл, відчуваючи завершення певного етапу свого життя, біжить по нічних порожніх вулицях та скидає з себе весь одяг. За ним біжить Нік, благаючи Майкла ніколи не кидати його, особливо «там». Оголений Майкл лежить на спортивному майданчику, готовий до своєрідного переродження.
Вранці, остаточно не протверезівши, друзі виїжджають на полювання. У красивому гірському лісі, під час переслідування оленя, Майкл приймає рішення все і завжди завершувати одразу, єдиним пострілом.

### Акт II
Дія переноситься до В'єтнаму. Йде бій за невідоме село. Безпосередньо бойові дії відображені у фільмі коротко та жорстоко. Під час бою всі три товариші потрапляють у полон до в'єтконгівців. В'язнів утримують в очеретяних клітках, притоплених у воді. Охоронці розважаються тим, що, організувавши примітивний тоталізатор, витягують полонених по двоє і під прицілом автоматів змушують їх грати в російську рулетку. Кожний з героїв фільму з більшою чи меншою мужністю проходить це випробування. Майкл в психологічному збудженні пропонує партизанам зарядити порожній барабан револьвера не одним, а трьома патронами. Він надзвичайно ризикує, але отримує в руки бойову зброю. Не здригнувшись, він стріляє: три заряди — три мертвих охоронці, по єдиному пострілу на кожного. Майклу і його друзям вдається втекти. Їх помічає американський вертоліт. Піднятися на борт вдається лише Нікові. Знесилений Стівен зривається в воду, Майкл намагається його врятувати. Вертоліт, уникаючи обстрілу партизанів, відлітає. Майкл з покаліченим при падінні Стівеном намагається пробратися через джунглі до розташування союзників.
Нік після пережитого психічного та фізичного перенапруження проходить відновлення в госпіталі в Сайгоні. Доля друзів йому невідома. В один з вільних вечорів, не маючи інших розваг, він приходить до кварталу червоних ліхтарів, де стикається з якимось французом. Жульєн Гринда (Сегю) за випивкою запрошує Ніка в притон, де можна подивитися, а за непогані гроші ще й пограти в російську рулетку. Там француз вмовляє його взяти участь у грі. За збігом обставин одним з численних відвідувачів притону є Майкл. Він не одразу, але впізнає друга, намагається покликати, наздогнати його. Але Нік і Жульєн зникають у вечірньому натовпі.

### Акт III
Майкл повертається в США. Лінда, Стенлі й Джон готують до його приїзду святкову вечірку, але він не готовий до зустрічі з ними. Він не зможе відповісти друзям та рідним, де Нік і Стівен. Пригнувшись на задньому сидінні таксі, Майкл минає рідний будинок і їде в готель. Через деякий час він знаходить у собі сили зустрітися з Ліндою, а потім і з іншими старими товаришами. Як і раніше, вони разом вирушають на полювання. Майкл невтомно переслідує оленя, підбирається зовсім близько. Погляди людини та тварини зустрічаються. Майкл не бажає більше нести смерть, постріл спрямований вище звіра. «Okay?» — кричить мисливець, «Okay!» — відповідає луна.
Майкл вирушає в будинок матері Стівена. Анджела важко хвора та занурена в глибоку депресію. Однак вона пише на клаптику паперу телефонний номер. По ньому Майкл знаходить госпіталь для ветеранів, а там — Стівена, паралізованого та безповоротно психічно знівеченого пережитим. Серед іншого, той повідомляє Майклу про великі суми грошей, які хтось невідомий пересилає йому ще за часів лікування в Сайгоні. Майкл впевнений, що відправник грошей — Нік.
Майкл прилітає в Сайгон. Місто ось-ось впаде під натиском успішного наступу армії Північного В'єтнаму. Вронський вистежує Жульєна Гринду. Ділок як і раніше наживається на залученні американських солдатів в криваву гру. Майкл виявляє зміненого Ніка в кублі. Одурманений наркотиками, той не впізнає Майкла. Жорстокий тоталізатор триває. Вронський зголошується виступити противником друга. Щось блиснуло в очах Ніка, він намагається посміхнутися. Промовивши пошепки «тільки один постріл», він спускає курок — Нік мертвий.

### Епілог
Майкл привозить тіло друга до Америки, Ніка ховають. Після панахиди друзі йдуть до свого старого бару і поминають Ніка. За одним столом з ними — Стівен та Анджела, знову поруч.

## Актори
- Роберт Де Ніро — Михаїл (Майкл) Вронський
- Крістофер Вокен — Ніканор (Нік) Чевотаревич
- Джон Севедж — Стівен Пушков
- Джон Казале — Стен
- Меріл Стріп — Лінда
- Джордж Дзундза — Джон Велш

## Творці фільму

### Режисер
- Майкл Чіміно

### Автори сценарію
- Дерік Вошбьорн (сценарій)
- Майкл Чіміно (сюжет)
- Дерік Вошбьорн (сюжет)
- Луїс Гарфінкл (сюжет)
- Квін К. Редекер[en] (сюжет)

### Продюсери
- Баррі Спікінгс[en]
- Майкл Ділі[en]
- Майкл Чіміно
- Джон Певерол

### Композитор
- Стенлі Меєрс[en]

### Оператор
- Вілмош Сігмонд[en]

## Нагороди
«Оскар» 1979 рік:
- Найкращий актор другого плану — Крістофер Вокен
- Найкращий режисер — Майкл Чіміно
- Найкращий монтаж — Пітер Циннер[en]
- Найкращий звук
- Найкращий фільм

номінації на «Оскар» 1979 рік:
- Найкращий актор — Роберт Де Ніро
- Найкраща актриса другого плану — Меріл Стріп
- Найкраща операторська робота — Вілмош Сігмонд
- Найкращий оригінальний сценарій

Премія BAFTA (Британська академія телебачення і кіномистецтва) 1980 рік
- Найкраща операторська робота — Вілмош Сігмонд
- Найкращий монтаж — Пітер Циннер[en]

номінації на BAFTA 1980 рік
- Найкращий актор — Роберт Де Ніро
- Найкраща актриса — Меріл Стріп
- Найкращий режисер — Майкл Чіміно
- Найкращий фільм
- Найкращий сценарій — Дерік Вошбурн
- Найкращий Саундтрек — C. Darin Knight, James J. Klinger, Richard Portman
- Найкращий актор другого плану — Крістофер Вокен

## Цікаві факти
- Американський письменник E.M.Corder створив, базуючись на сценарії фільму, роман «Мисливець на оленів»[en] / англ. The Deer Hunter.
- Сцена вінчання відбувається в православній церкві, яку заснували російськомовні емігранти, а весілля в Лемківському залі в Клівленді (Огайо).
- У 1980 році вийшов італійський фільм «Останній мисливець»[en] (англ. The Last Hunter, італ. L'ultimo cacciatore).
Спочатку фільм вийшов під назвою «Cacciatore 2» (укр. Мисливець-2), як неофіційне продовження фільму «Мисливець на оленів», який вийшов в Італії під назвою «Il Cacciatore» (укр. Мисливець).
«Останній мисливець» знято на Філіппінах, у багатьох місцях, де раніше Ф. Ф. Коппола знімав Апокаліпсис сьогодні.
- Останній фільм у якому знявся Джон Казале. Про смертельну хворобу актора знали усього декілька людей зі знімального майданчика, зокрема, режисер Майкл Чіміно, який поспішав зняти усі епізоди з Джоном. Тільки завдяки режисеру та виконавцю головної ролі, Роберту Де Ніро, які відстояли його кандидатуру перед продюсерами, Казале зміг знятися у цьому фільмі. Актор помер 12 березня 1978 року, за 9 місяців до прем'єри стрічки. З ним поряд була його наречена Меріл Стріп, що зіграла у «Мисливці на оленів» Лінду.